# Olie-watermolen
De Olie-watermolen of Spaubeker oliemolen is een voormalige watermolen bij buurtschap Oude Kerk bij Spaubeek in de Nederlands Zuid-Limburgse gemeente Beek. De watermolen stond op de Geleenbeek. Stroomopwaarts lag op deze beek de Borgermolen, stroomafwaarts lag de Sint Jansmolen. De molen kreeg water uit een molentak die ongeveer 220 meter boven de molen afsplitste en na de molen weer bij elkaar kwam.
De molen lag aan de voet van het Stammenderbos.

## Geschiedenis
In 1880 bestond de molen al. Het was een kleine oliemolen met boerderij, opgetrokken in vakwerk en gedekt door een zadeldak. De molen had een onderslagrad van 77 centimeter breed en 4,92 meter in doorsnede.
Eind jaren 1880 was de toestand van het rad en de sluiswerken erg slecht en was vernieuwing nodig.
In 1895 werd de molen vernieuwd en kreeg een middenslagrad met een krop (kroprad).
In 1916 werd de molen onttakeld en hadden de eigenaren geen stuw- of waterrecht meer.
In 1946 werd het verbouwd tot woonhuis.

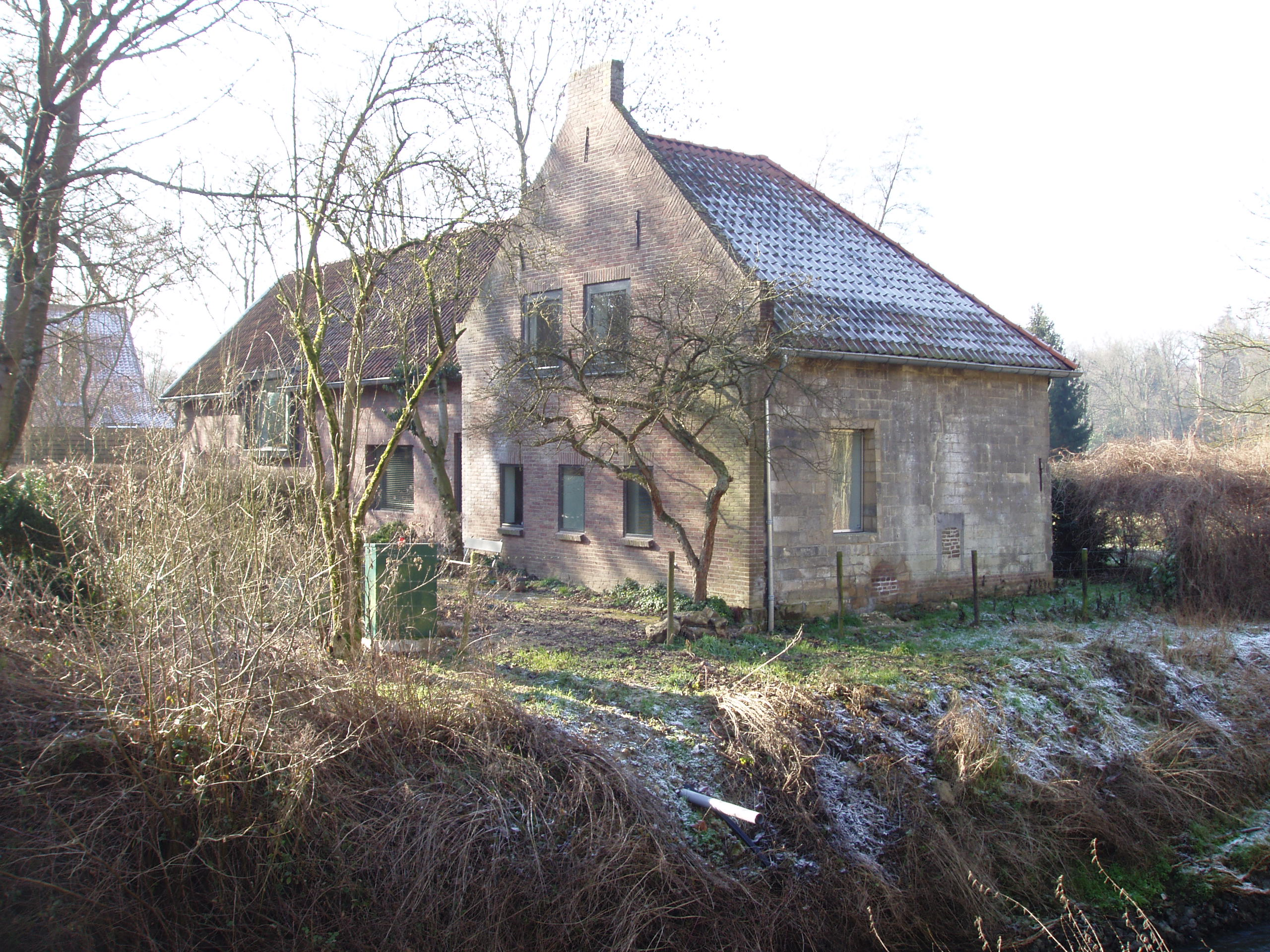
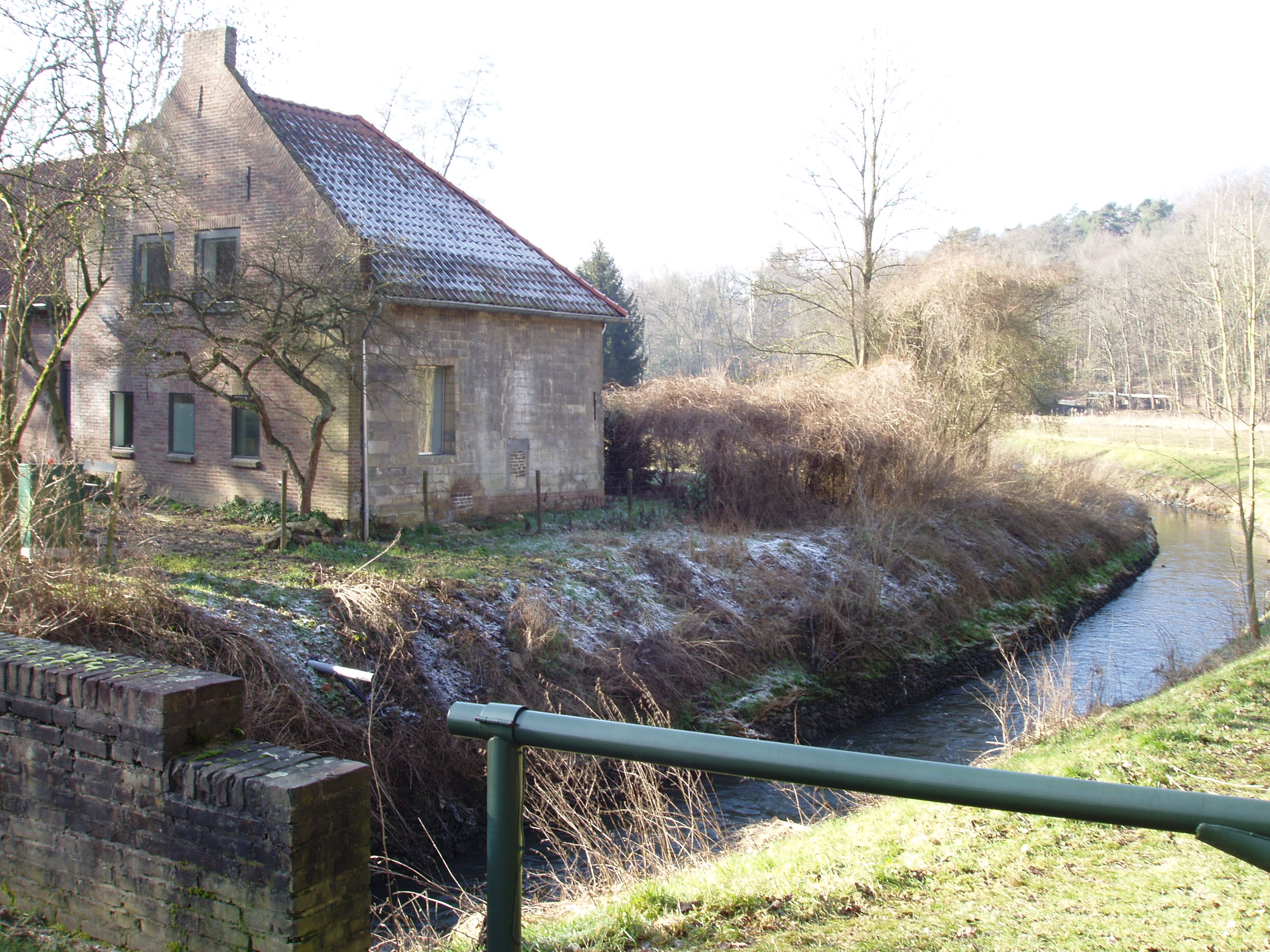
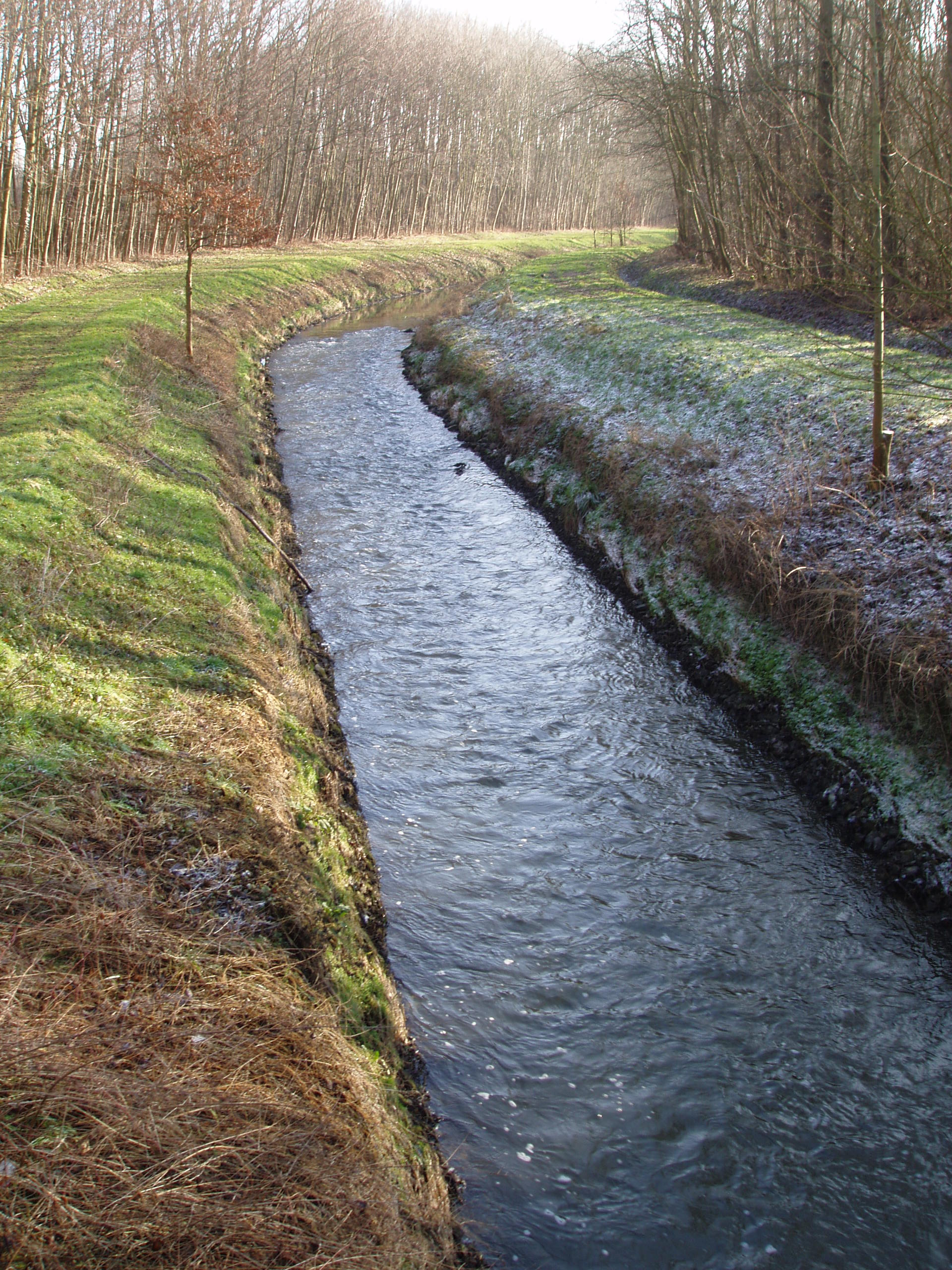
Beek voor de molen
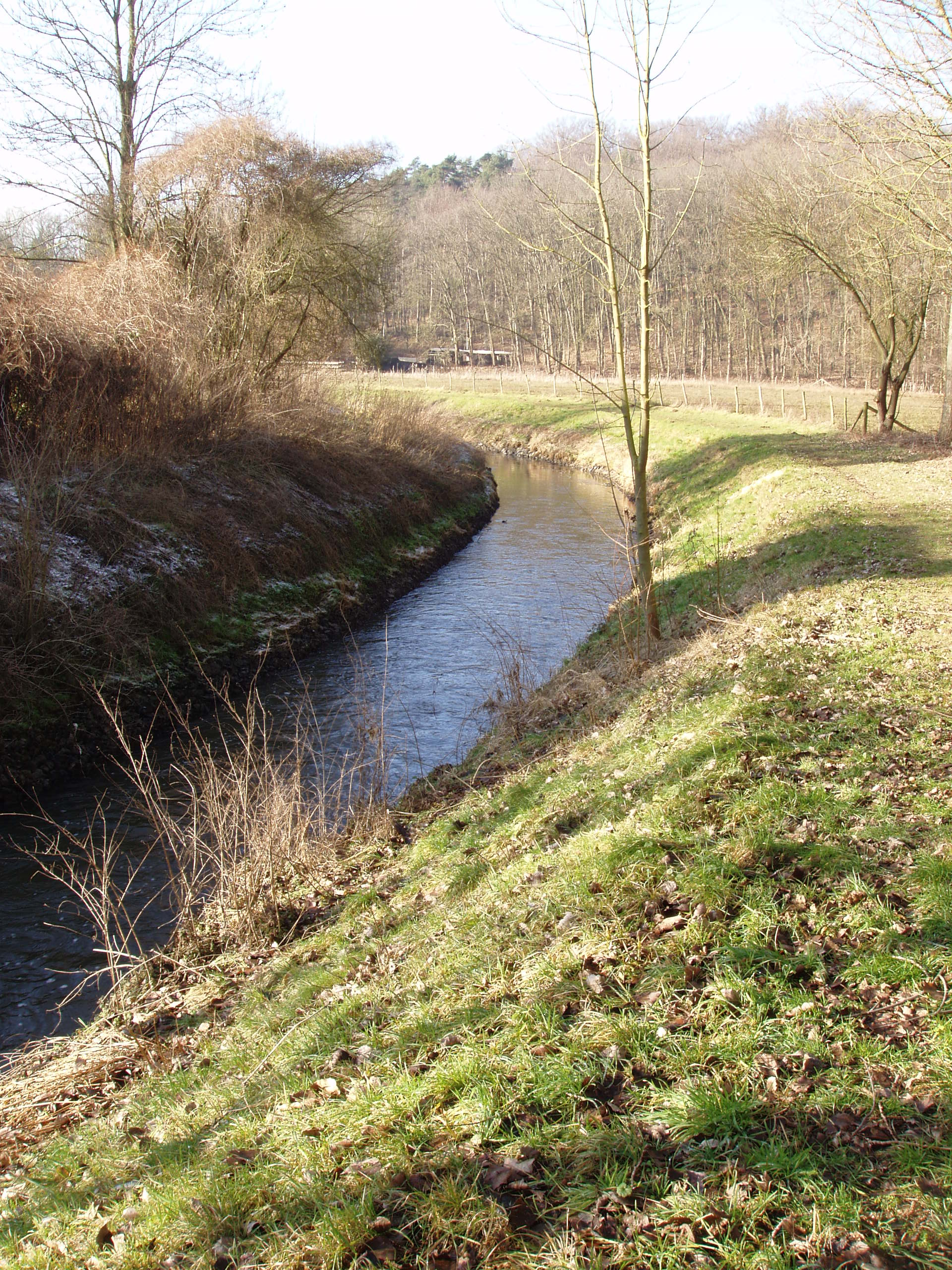
Beek na de molen